# Fatal1ty (киберспортсмен)
Джонатан Уэндел (англ. Johnathan Wendel; род. 26 февраля 1981, Индепенденс, штат Миссури) — американский профессиональный киберспортсмен, также известен под ником Fatal1ty.

## Биография
Уэндел выиграл около 500 тыс. долларов наличными и призами на профессиональных состязаниях, в основном в CPL. К тому же, он владеет собственным брендом Fatal1ty (Fatal1ty, inc.), в связи с чем упоминался такими печатными изданиями, как Time, The New York Times, Forbes и BBC World Service. Ему была посвящена передача 60 minutes на MTV.
Уэндел успешно выступал в нескольких дисциплинах FPS (шутеры от первого лица). Он дебютировал как профессиональный игрок на 3-м месте в дисциплине Quake III Arena турнира FRAG 3 от CPL, проходившем в октябре 1999. Он выступал на турнирах по Counter-Strike, Call of Duty и по Quake III Arena, который выиграл со своим кланом Kapitol на первом CPL Teamplay World Championships (FRAG 4). Бо́льшую часть его достижений составили выступления в deathmatch-дисциплинах один-на-один, включая Quake III Arena, Unreal Tournament 2003 и Painkiller. За свою карьеру он выиграл 5 турниров мирового уровня — 4 CPL и один WCG.
13-го марта 2003 года MTV показала Уэндела в документальном сериале True Life. Эпизод описывал его жизнь и подготовку к соревнованиям по Unreal Tournament 2003 на CPL Winter 2002. Вместе с Уэнделом были показаны его друзья Фил «shogun» и Брайан «astro», которые также были очень известны в киберспортивных кругах.
Уэндел открыл свою компанию, Fatal1ty, Inc., продававшую под его брендом коврики для мыши «FATpad». Позже он, сотрудничая с Universal abit, OCZ, ASRock, Creative Labs и XFX, расширил ассортимент продаваемой продукции до материнских плат, блоков питания, кулеров, звуковых карт, видеокарт, мышей, корпусов для системных блоков, наушников, и даже выпускал одежду, на которой был написан его ник.
Уэндел был представителем ныне не существующей Championship Gaming Series. На данный момент он отложил соревновательную деятельность на второй план.
Его тренировочный режим составлял 8 часов практики в день, иногда больше.

## Значимые достижения
Все призовые приведены в Долларах США.

### Aliens versus Predator 2
- 1-е место CPL World Championship ($40,000, Форд Фокус)

### Doom 3
- 1-е место QuakeCon 2004 ($17 000.35)

### Painkiller
- 2-е место CPL Summer Championships 2004 ($5 750)
- 4-е место CPL Турция, 26 мая, 2005 ($5 000)
- 6-е место CPL Испания 1 мая, 2005 ($2 500)
- 2-е место CPL Бразилия 28 мая, 2005 ($10 000)
- 2-е место CPL Швеция 18 июнь, 2005 ($10 000)
- 1-е место CPL Summer Championships 2005 ($15 000)[6]
- 2nd CPL Великобритания 4 сентября, 2005 ($10 000)
- 1st CPL Сингапур 16 октября, 2005 ($15 000)
- 2nd CPL Италия 22 октября, 2005 ($10 000)
- 5th CPL Чили 30 октября, 2005 ($3 500)
- 1st CPL NYC World Tour Finals 2005 ($150 000)

### QuakeWorld
- 6th CPL 4-Year Anniversary Event 2001 ($1 000)

### Quake III Arena
- 3rd Frag 3 1999 ($4 000)
- 1st XSR Invitational 2000
- 1st RazerCPL Tournament April, 2000 ($40 000)
- 1st BattleTop Universal Challenge July 22, 2000 ($15 000)
- 1st World Cyber Games Challenge October, 2000 ($25 000)
- 1st CPL Австралия ($10 500)
- 3rd CPL Голландия
- 2nd QuakeCon 2001 ($10 000)
- 2nd CPL Бразилия

### Quake 4
- 4th WSVG Кентукки 18 июня, 2006
- 4th WSVG Intel Summer Challenge 9 июля, 2006 ($6 500)
- 9—12th QuakeCon 5 августа, 2006
- 5th WSVG Лондон 8 октября, 2006
- 3rd Digital Life 15 октября, 2006 ($2 500)
- 5th World Cyber Games 19 октября, 2006
- 2nd WSVG Finals New York, 10 декабря, 2006 ($10 000)
- 1st Championship Gaming Invitational Los Angeles, 17 декабря, 2006

### Мировые чемпионаты
- CPL: 4 (2000, 2001, 2002, 2004)
- WCG: 1 (2000)